# Asienspiele 2022/Jiu Jitsu
Bei den Asienspielen 2022 wurden vom 5. bis 7. Oktober 2023 insgesamt acht Wettbewerbe im Jiu Jitsu ausgetragen, davon je vier bei den Männern und bei den Frauen. Austragungsort war das Xiaoshan Linpu Gymnasium.

## Bilanz

### Medaillenspiegel
| Platz  | Land                         | Gold | Silber | Bronze | Gesamt |
| ------ | ---------------------------- | ---- | ------ | ------ | ------ |
| 1      | Vereinigte Arabische Emirate | 4    | 3      | 3      | 10     |
| 2      | Philippinen                  | 2    | —      | 1      | 3      |
| 3      | Südkorea                     | 1    | 2      | 3      | 6      |
| 4      | Kasachstan                   | 1    | 1      | 3      | 5      |
| 5      | Bahrain                      | —    | 1      | —      | 1      |
| 5      | China                        | —    | 1      | —      | 1      |
| 7      | Saudi-Arabien                | —    | —      | 2      | 2      |
| 7      | Thailand                     | —    | —      | 2      | 2      |
| 9      | Mongolei                     | —    | —      | 1      | 1      |
| 9      | Vietnam                      | —    | —      | 1      | 1      |
| Gesamt | Gesamt                       | 8    | 8      | 16     | 32     |

### Medaillengewinner
Männer
| Disziplin | Gold                | Silber              | Bronze                                |
| --------- | ------------------- | ------------------- | ------------------------------------- |
| Bis 62 kg | Khaled al-Shehi     | Khalid al-Blooshi   | Abdulmalik Almurdhi Mansur Chabibulla |
| Bis 69 kg | Nurschan Batyrbekow | Mohamed al-Suwaidi  | Joo Seong-hyeon Aldijar Serik         |
| Bis 77 kg | Koo Bon-cheol       | Ali Seena Munfaredi | Mahdi al-Awlaqi Davaadorj Munkhtur    |
| Bis 85 kg | Faisal al-Ketbi     | Kim Hee-seoung      | Omar Tariq Nada Saeed al-Kubaisi      |

Frauen
| Disziplin | Gold              | Silber          | Bronze                             |
| --------- | ----------------- | --------------- | ---------------------------------- |
| Bis 48 kg | Meggie Ochoa      | Balqees Abdulla | Phùng Thị Huệ Kacie Tan            |
| Bis 52 kg | Asma al-Hosani    | Miao Jie        | Park Jeong-hye Jenna Kaila Napolis |
| Bis 57 kg | Annie Ramirez     | Galina Duwanowa | Shamsa al-Ameri Orapa Senatham     |
| Bis 63 kg | Shamma al-Kalbani | Sung Ki-ra      | Choi Hee-joo Marian Urdabajewa     |